# Castillo de los Tres Reyes del Morro

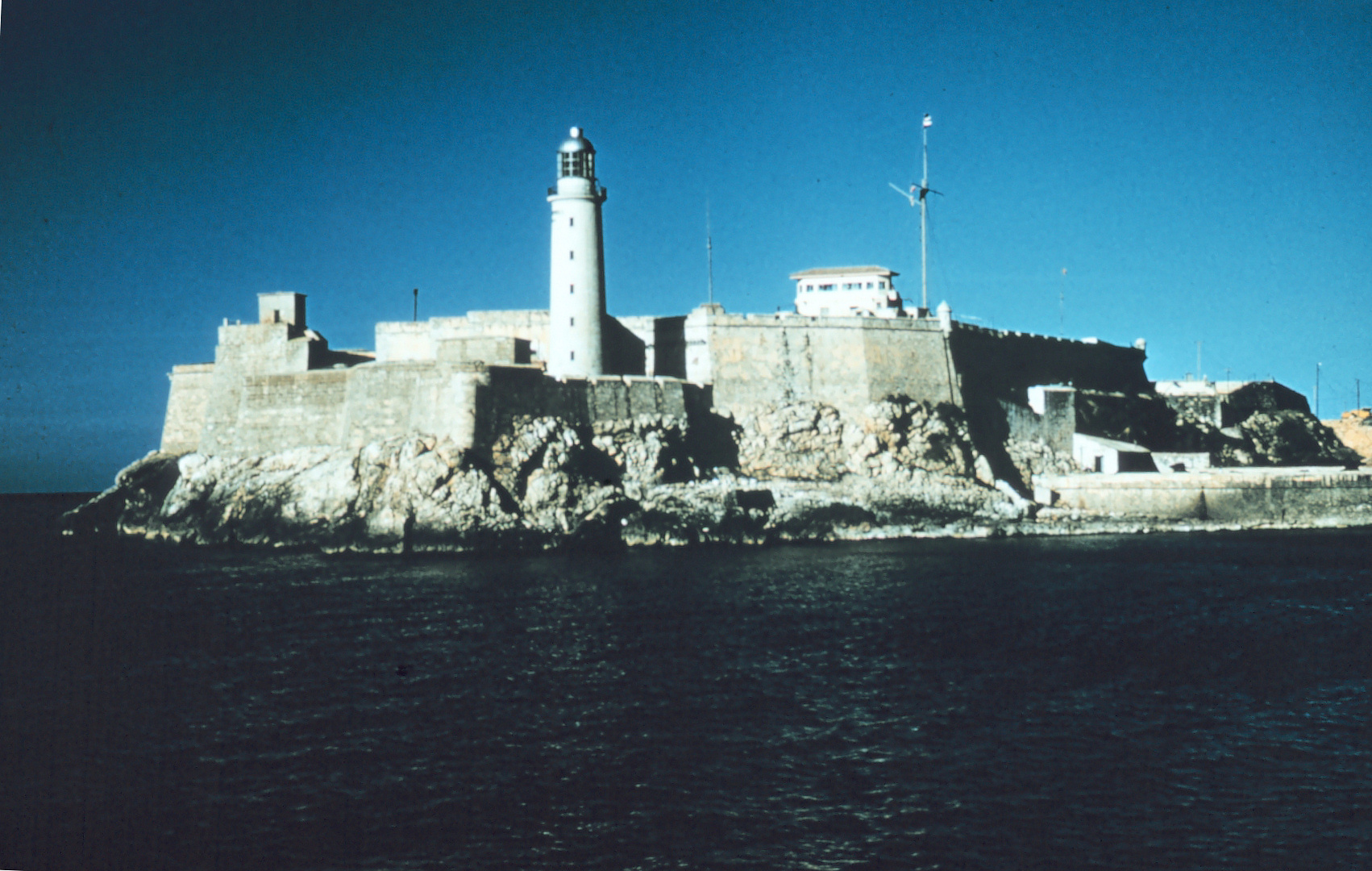
Ansicht von der Westseite der Hafenbucht

Das Castillo de los Tres Reyes del Morro ist eine Festung im kubanischen Havanna. Sie befindet sich auf einem „El Morro“ genannten Felsen an der Ostseite der Einfahrt zur Hafenbucht und dient heute als Museum.

## Geschichte
Die Festung wurde ab 1589 von der spanischen Kolonialmacht nach einem Entwurf des italienischen Architekten Juan Bautista Antonelli errichtet. Sie sollte die Stadt vor Piratenangriffen schützen. Die Bauarbeiten dauerten bis 1630, ehe die Errichtung der großen Anlage vollständig beendet war. Zuvor befanden sich am gleichen Ort zwei Aussichtsposten, die 1563 durch einen steinernen Turm ersetzt worden waren.
Lange galt das Castillo de los Tres Reyes del Morro als uneinnehmbar, doch 1762 musste sich seine Besatzung nach zweimonatiger britischer Belagerung im Siebenjährigen Krieg ergeben. Zuvor war die Anlage durch Dauerbeschuss und eine Pulverexplosion stark beschädigt worden. Durch den Pariser Frieden von 1763 kamen Havanna und seine Festungen wieder unter spanische Herrschaft, was einen Wiederaufbau des Castillos zur Folge hatte.

## Beschreibung
Die Festung besitzt einen polygonalen Grundriss. Ihre Mauern wurden aus Stein errichtet, der vor Ort aus dem Felsen gewonnen wurde.
Die Anlage ist mit zwölf großen Kanonen ausgestattet, welche die Namen der zwölf Apostel tragen. Jeden Abend um 21 Uhr erinnert ein abgefeuerter Schuss daran, dass früher mittels Kanonen das Schließen der Stadttore Havannas angekündigt wurde. 
Der heute so markante hohe Leuchtturm der Festung stammt nicht aus ihrer Anfangszeit, sondern wurde erst im Dezember 1845 errichtet. Er ist 30 Meter hoch und besitzt einen Durchmesser von fünf Metern.